# Glenea sexguttata
Glenea sexguttata é uma espécie de escaravelho da família Cerambycidae. Foi descrita por Per Olof Christopher Aurivillius em 1925 e é conhecida a sua existência no Bornéu.